# 东方购物
東方購物是东方明珠新媒体股份有限公司旗下的一個電視購物頻道。2004年4月1日，東方購物以節目的形式登陸上海戲劇頻道，當時播出時間為晚上8點至凌晨1時。2010年4月1日，東方購物成為獨立的電視頻道，並實現24小時全天候播放。

## 外部鏈接
- 官方网站